# 戶塚慶文
戶塚慶文（日语：／ Tozuka Yoshifumi，1989年8月5日—）是日本漫畫家。代表作為於《週刊少年Jump》上連載的《不死不運》。《不死不運》是他的首部連載作品。

## 作品列表
- 不死不運（2020年－，週刊少年Jump）

## 外部來源
- 戸塚慶文 作品情報 - Manba